# Каликс
Ка́ликс (швед. Kalix) — населённый пункт на севере Швеции. Административный центр одноимённой коммуны, расположенной в лене Норрботтен. Расположен на восточном берегу реки Каликсэльвен у впадения её в Ботнический залив.
Население по данным на 2010 год составляло 7299 человек.

## Города-побратимы
- Полярные Зори, Россия[3]

## Население
| 2010 |
| 7299 |
| ---- |